# Tetroncium
Tetroncium es un género monotípico perteneciente a la familia Juncaginaceae. Su única especie: Tetroncium magellanicum Willd., es originaria de Argentina y Chile. El género fue descrito por Carl Ludwig Willdenow y publicado en  Der Gesellschaft Naturforschender Freunde zu Berlin Magazin für die neuesten Entdeckungen in der Gesammten Naturkunde 2: 17, en el año 1808.

## Descripción
Es una pequeña planta herbácea. Con rizomas subterráneos  del que brotan las hojas. Las hojas superpuestas,  fuertes y duras. Plantas dioicas.  Frutas alargada, con semillas cilíndricas claviformes.

## Taxonomía
Tetroncium magellanicum fue descrita por Carl Ludwig Willdenow  y publicado en Berlinisches Magazin 2: 17. 1808.
Sinonimia
- Triglochin magellanica Vahl ex Kunth
- Triglochin reflexa Vahl. ex Kunth[3]